# ییری ماگال
ییری ماگال (انگلیسی: Jiří Magál; ۱۱ april ۱۹۷۷ (۴۷ سال) – ) ورزشکار اسکی صحرانوردی اهل جمهوری چک بود.
وی در مسابقات کشوری و بین‌المللی در مجموع برندهٔ ۱ مدال برنز شده‌است.